# Akamaru (isla)
Akamaru es el nombre de la tercera isla más grande de las Islas Gambier en la Polinesia Francesa, con una superficie de aproximadamente 2,1 km². La isla se encuentra a unos 8 km al sureste de la mayor de las islas del grupo, Mangareva. La isla más pequeña de Mekiro, se encuentra a unos 100 metros de la costa noroccidental de Akamaru.
Su punto más alto se eleva a 247 m. Ella fue descubierta por el navegante James Wilson en 1797. En 1834, Honoré Laval celebró su primera misa en ella. se puede ver la iglesia de Nuestra Señora de la Paz construida entre 1835 y 1862. A veces viene gente Mangareva para mantener la iglesia y recoger naranjas en la temporada. Su pequeña laguna azul transparente recuerda de Bora Bora. Tres familias compuestas por 11 personas se encuentran en la aldea única de la isla, ubicada junto a la iglesia.